# Венеры палеолита
«Венеры палеолита» (или «Палеолитические Венеры») — обобщающее понятие для множества доисторических — датируемых верхним палеолитом — статуэток женщин, обладающих определёнными общими признаками: так, многие изображены тучными или беременными. Статуэтки встречаются главным образом в Европе, но ареал находок простирается далеко на восток вплоть до стоянки Мальта в Иркутской области, то есть на большую часть Евразии — от Пиренеев до озера Байкал.
Большинство западноевропейских находок относится к граветтской культуре, но есть и более ранние, относящиеся к ориньякской культуре, в том числе и «Венера из Холе-Фельс» (обнаружена в 2008 году и датируется, по крайней мере, 35 тыс. лет назад), а также более поздние, принадлежащие уже мадленской культуре.
Эти фигурки вырезаны из костей, бивней, из камня мягких пород (например, из стеатита, кальцита, мергеля или известняка). Существуют также статуэтки, вылепленные из глины и обожжённые, являющие собой один из древнейших примеров известной науке керамики. В целом к началу XXI века было известно более ста «Венер», большинство из которых сравнительно небольшого размера — от 4 до 25 см в высоту.

## История открытия
Первые статуэтки эпохи верхнего палеолита с изображением женщин были обнаружены около 1864 года маркизом де Вибре (Marquis de Vibraye) в Ложери-Бас (департамент Дордонь) на юго-западе Франции. Вибре назвал свою находку «Венера распутная» (Vénus impudique), противопоставив её, таким образом, «Венере скромной» (Venus Pudica) эллинистического образца, одним из примеров которой является знаменитая «Венера Медицейская». Статуэтка из Ложери-Бас относится к мадленской культуре. У неё отсутствуют голова, руки и ноги, но сделан четкий надрез, изображающий половую щель. Ещё одним обнаруженным и признанным экземпляром подобных фигурок стала «Венера Брассампуйская», найденная Эдуардом Пьеттом (Édouard Piette) в 1894 году в пещерном жилище на территории одноимённого городка во Франции. Изначально термин «Венера» по отношении к ней не применялся. Четыре года спустя Саломон Райнах (Salomon Reinach) опубликовал описание целой группы стеатитовых статуэток из пещер Бальци Росси (Balzi Rossi). Знаменитая «Венера Виллендорфская» была найдена во время раскопок в 1908 году в отложениях лёсса в долине реки Дунай, Австрия. С тех пор сотни подобных статуэток обнаружено на территории от Пиренеев до Сибири. Учёные начала XX века, занимающиеся изучением первобытных обществ, считали их воплощением доисторического идеала красоты и, поэтому, дали им общее название в честь римской богини красоты Венеры.
В сентябре 2008 года археологи из Тюбингенского университета обнаружили 6-сантиметровую статуэтку женщины, сделанную из бивня мамонта, — «Венера из Холе-Фельс», датируемую по крайней мере 35 тыс. лет до н. э. Она на данный момент является самым древним экземпляром скульптур подобного рода и фигуративного искусства вообще (происхождение намного более древней статуэтки Венеры из Тан-Тана является спорным, хотя и оценивается в 300—500 тыс. лет). Высеченная фигурка была найдена в 6 фрагментах в пещере Холе-Фельс, Германия, и представляет собой типичную «палеолитическую Венеру» с подчеркнуто большим животом, широко расставленными бедрами и крупными грудями.

## Описание
Большинство статуэток «палеолитических Венер» обладают общими художественными характеристиками. Наиболее распространены ромбовидные фигурки, суженные вверху (голова) и внизу (ноги), и широкие в средней части (живот и бёдра). У некоторых из них заметно подчёркнуты определённые анатомические особенности человеческого тела: живот, бёдра, ягодицы, груди, вульва. Другие части тела, напротив, часто пренебрегаемы или вовсе отсутствуют, особенно руки и ноги. Головы также обычно относительно небольшого размера и лишены деталей.
В связи с этим возникли споры касательно правомерности употребления термина стеатопигия применительно к «палеолитическим Венерам». Этот вопрос был впервые поднят Эдуардом Пьеттом (Édouard Piette), обнаружившим «Венеру Брассампуйскую» и некоторые другие экземпляры в Пиренеях. Часть исследователей рассматривают эти характеристики как реальные физиологические черты, подобные тем, которые наблюдаются у представителей койсанских народов Южной Африки. Другие исследователи оспаривают эту точку зрения и объясняют их как символ плодородия и изобилия.
Не все палеолитические Венеры тучные и имеют преувеличенные фемининные черты. Также не все фигурки лишены лицевых черт. Тем не менее появление статуэток, похожих друг на друга по стилю и по определённым пропорциям, позволяет говорить о формировании единого художественного канона: грудь и бедра вписываются в круг, а всё изображение — в ромб.
«Венера Виллендорфская» и «Венера Лоссельская» были, по-видимому, покрыты красной охрой. Значение этого не до конца понятно, но обычно использование охры связывается с религиозным или ритуальным действом — возможно, символизируя кровь при менструации или рождении ребёнка.
Все признанные большинством «палеолитические Венеры» относятся к верхнему палеолиту (в основном к граветтской и солютрейской культурам). В это время преобладают статуэтки с тучными фигурами. В мадленской культуре формы становятся грациознее и с большей проработкой деталей.

## Примечательные образцы
| название              | возраст (тыс. лет) | место находки               | материал                           |
| Венера из Холе-Фельс  | 35—40              | Швабский Альб, Германия     | бивень мамонта                     |
| Вестоницкая Венера    | 27—31              | Моравия                     | керамика                           |
| Ландецкая Венера      | 25                 | Чехия                       | гематит                            |
| Венера Виллендорфская | 24—26              | Австрия                     | известняк                          |
| Венера из Леспюг      | 23                 | Аквитания, Франция          | слоновая кость                     |
| Венера Мальтинская    | 23                 | Иркутская область, Россия   | бивень мамонта                     |
| Венера Брассампуйская | 22                 | Аквитания, Франция          | слоновая кость                     |
| Венера Костёнковская  | 21—23              | Воронежская область, Россия | бивень мамонта, известняк, мергель |
| Венера Лоссельская    | 20                 | Дордонь, Франция            | известняк                          |

Венеры, искусственное происхождение которых не доказано
| название               | возраст (тыс. лет) | место находки    | материал |
| Венера из Тан-Тана     | 300—500            | Марокко          | кварцит  |
| Венера из Берехат-Рама | 230                | Голанские высоты | туф      |

## Классификация
Из нескольких попыток создать классификацию статуэток верхнего палеолита, наименее спорной является предложенная Анри Дельпортом (Henri Delporte), основанная на чисто географическом принципе. Он различает:
- Пиренейско-аквитанская группа (Венера Леспюгская, Лоссельская и Брассампуйская)
- Средиземноморская группа (Венера с о. Мальта)
- Рейнско-дунайская группа (Венера Виллендорфская, Вестоницкая Венера)
- Среднерусская группа (Костёнки, Зарайская стоянка[6][7] и Гагарино (стоянка)[8])
- Сибирская группа (Венера Мальтинская, Венера из Бурети)

## Интерпретация
Многие попытки понять и интерпретировать значение и использование статуэток основаны на малом количестве фактов. Как и в случае с другими доисторическими артефактами, их культурное значение, возможно, никогда не станет известным. Тем не менее археологи предполагают, что они могли быть талисманами, оберегающими и приносящими удачу, символами плодородия, порнографическими изображениями, или даже напрямую соотносились с Матерью-Богиней или иными местными божествами. Женские статуэтки, представляющие собой примеры портативного искусства позднего палеолита, по-видимому, не имели никакого практического применения для добычи средств к существованию. Большей частью они обнаружены на местах древних поселений, как на открытых стоянках, так и в пещерах. Их использование при захоронениях встречаются гораздо реже.
На стоянке эпохи позднего палеолита у с. Гагарино в Липецкой области, в овальной полуземлянке диаметром около 5 метров, было обнаружено 7 фигурок обнажённых женщин, которые, как считается, выполняли роль амулетов-оберегов. На стоянке у с. Мальта в Прибайкалье, все фигурки были найдены на левой части жилищ. Скорее всего эти статуэтки не прятались, а, наоборот, ставились на видное место, где их мог видеть каждый (это один из факторов, которым можно объяснить их широкое географическое распространение)
Заметная тучность фигурок может быть связана с культом фертильности. Во времена, предшествующие появлению сельского хозяйства и скотоводства, и в ситуации отсутствия доступа к изобильным запасам продовольствия, излишний вес мог символизировать стремление к изобилию, плодородию и безопасности.
Найденные недавно 2 очень древних каменных объекта (датировка 500000 — 200000 лет назад) так же интерпретируются некоторыми исследователями как попытка передать изображение женщин. Одна из них, «Венера из Берехат-Рама», была обнаружена на Голанских высотах, вторая — «Венера из Тан-Тана» — в Марокко. Вопрос об их происхождении является дискуссионным: были ли они обработаны человеком, для придания им более антропоморфного вида, или же приняли такую форму благодаря исключительно природным факторам.
Некоторые учёные предполагают, что существует прямая связь между «палеолитическими Венерами» и более поздними изображениями женщин в эпоху неолита, и даже бронзового века. Однако эти взгляды не имеют подтверждения и не согласуются с тем фактом, что подобные изображения отсутствуют в эпоху мезолита.
Советский этнограф С. А. Токарев считал, что палеолитические Венеры являются «женским олицетворением домашнего очага».
В общем, цель создания данных кукол в современности не раскрыта и нет единого мнения, предположения довольно разнообразны, от магических или обрядовых фигур, до детских игровых кукол и даже секс-кукол.